# Brachynemurus divisus
Brachynemurus divisus är en insektsart som först beskrevs av Navás 1928.  Brachynemurus divisus ingår i släktet Brachynemurus och familjen myrlejonsländor. Inga underarter finns listade i Catalogue of Life.